# Lagonegro
Lagonegro är en ort och kommun i provinsen Potenza i regionen Basilicata i Italien. Kommunen hade 5 442 invånare (2017).